# Jeep
Jeep este o marcă de automobil produs de compania americană Chrysler. Este un  vehicul off-road (de asemenea sport utility vehicle – SUV). În engleză off-road înseamnă „în afara drumului” și se referă la mașinile tot-teren. Jeep-ul a inspirat o serie de alte mașini militare de tip „Light Utility Vehicles”, cum ar fi Land Rover, care este ca vechime a doua marcă de automobile off-road. Primul vehicul Jeep care a apărut a fost prototipul Bantam BRC, acesta devenind principala mașină off-road a Armatei SUA și a Aliaților în timpul celui celui de-al Doilea Război Mondial și în perioada de după război.
Se presupune că denumirea ar proveni de la un popular erou de desene animate ale timpului, Eugene the jeep. 

## Produse
- Willys MB (1941–1945)
- Jeep CJ (1944–1986)
- Willys Jeep Truck (1947–1965)
- Willys-Overland Jeepster (1948–1950)
- Willys Forward Control Truck (1956–1965, în prezent de Mahindra)
- Jeep Gladiator (SJ) (1962–1988)
- Jeep Comanche (1985–1992)
- Jeep Cherokee (1974–prezent)
- Jeep Wrangler (1986–prezent)
- Jeep Grand Cherokee (1992–prezent)
- Jeep Compass (2006–prezent)
- Jeep Renegade (2014–prezent)
- Jeep Gladiator (2019–prezent)
- Jeep Avenger (2023–)
- Jeep Commander
- Jeep Grand Cherokee L
- Jeep Vagoneer